# In the Fishtank 9
In the Fishtank 9 es un EP interpretado por Sonic Youth, Instant Composers Pool y The Ex.

## Lista de canciones
| N.º   | Título | Duración |  |
| 1.    | «III»  | 3:28     |  |
| 2.    | «IV»   | 4:29     |  |
| 3.    | «V»    | 2:46     |  |
| 4.    | «VI»   | 3:04     |  |
| 5.    | «II»   | 4:15     |  |
| 6.    | «VIII» | 2:17     |  |
| 7.    | «IX»   | 3:25     |  |
| 8.    | «X»    | 5:50     |  |
| 29:34 |        |          |  |